# Устимовка (Глобинский район)
Устимовка (укр. Устимівка) — село, Бабичовский сельский совет, Глобинский район,
Полтавская область, Украина.
Код КОАТУУ — 5320680404. Население по переписи 2001 года составляло 772 человека.

## Географическое положение
Село Устимовка находится на левом берегу реки Сухой Кагамлык,
выше по течению на расстоянии в 3,5 км расположено село Пироги,
ниже по течению на расстоянии в 5 км расположено село Погребы,
на противоположном берегу — село Бабичовка.
Река в этом месте пересыхает, на ней сделана большая запруда.

## Экономика
- Птице-товарная ферма.
- Устимовская опытная станция Института растениеводства УААН.

## Объекты социальной сферы
- Школа І—ІІІ ст.

## Достопримечательности
- Устимовский дендропарк общегосударственного значения.